# بد (ترانه)
«بـَد» (به انگلیسی: Bad) یکی از موفق‌ترین تک‌آهنگ‌های مایکل جکسون است که در سال ۱۹۸۷ منتشر شد. نماهنگ این اثر توسط مارتین اسکورسیزی کارگردانی شده است. این ویدئو از سوی منتقدان به‌عنوان یک اثر نمادین و برتر ستوده شده‌است.
موزیک ویدیو این ترانه در پارکینگی گرفته شده که مایکل به همراه یک گروه خرابکار وارد کادر میشوند و شروع به اجرای آهنگ میکنند.
این ترانه در جدول بیلبورد ۱۰۰ توانست رتبه اول را به دست آورد و به یکی از موفق‌ترین ترانه‌های مایکل جکسون تبدیل شد و به مدت ۲ هفته در صدر بیلبورد قرار داشت.

## موزيک ویدئو

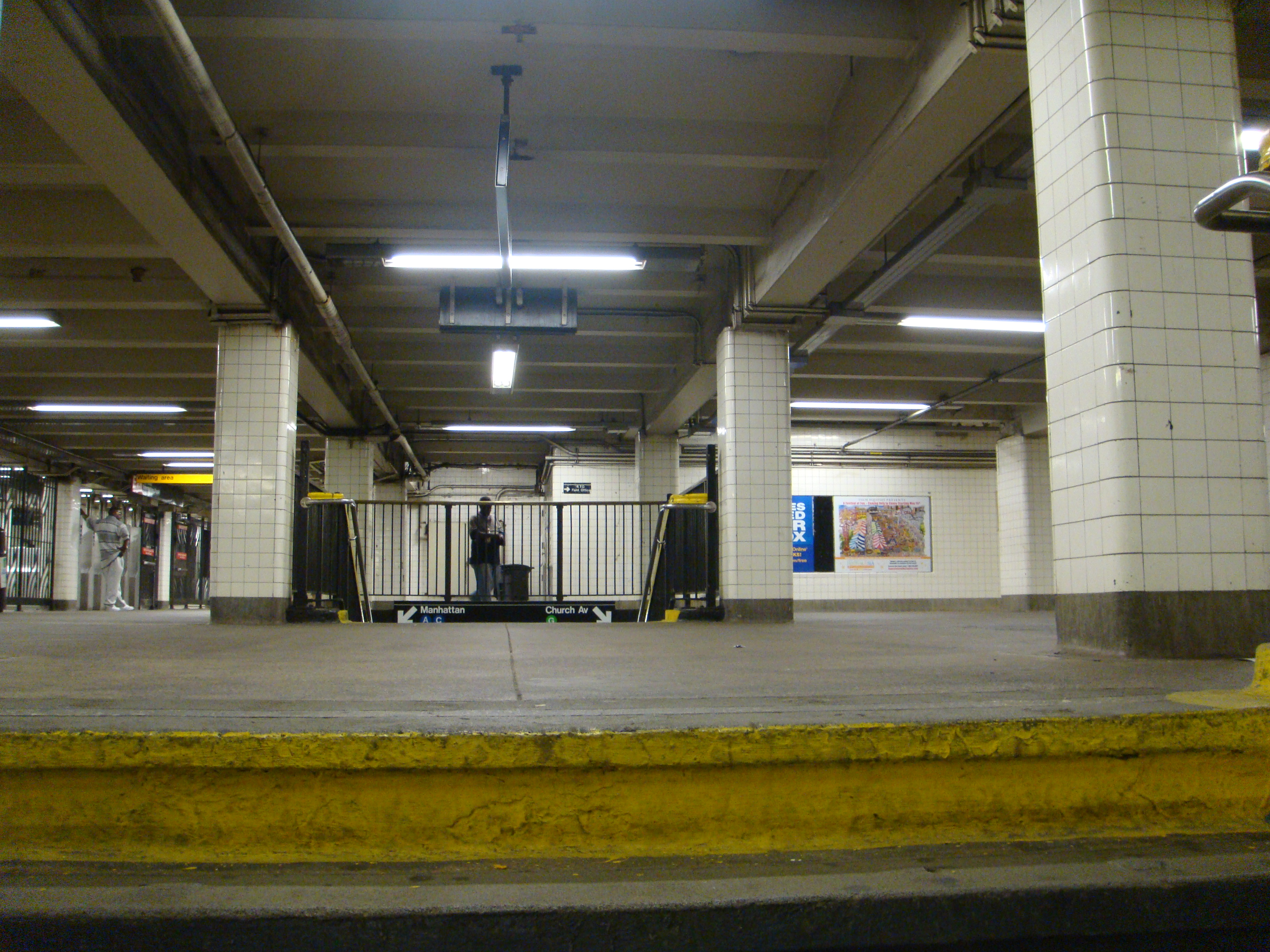
محل فیلم برداری موزیک ویدیو

موزیک ویدئو کامل «بد» یک فیلم کوتاه ۱۸ دقیقه‌ای نوشته ریچارد پرایس، رمان‌نویس و فیلم‌نامه‌نویس است که توسط مایکل چپمن فیلم‌برداری شده و به کارگردانی مارتین اسکورسیزی ساخته شده‌است. این ویدئو در بروکلین طی یک دوره ۶ هفته‌ای در طول نوامبر و دسامبر ۱۹۸۶ فیلمبرداری شد. این ویدئوارجاعات زیادی به فیلم ۱۹۶۱ داستان وست ساید، به ویژه سکانس «باحال» دارد. این ویدئواز نسخه متفاوتی از آهنگ برخلاف نسخه تجاری منتشر شده استفاده می‌کرد. این نسخه، با استفاده از تک‌نوازی ارگ متفاوت در وسط، هنوز به صورت تجاری منتشر نشده‌است.
در این ویدئو، جکسون، نوجوان به نام داریل را به تصویر می‌کشد که به تازگی یک ترم را در یک مدرسه خصوصی گران‌قیمت تمام کرده‌است. او به شهر برمی‌گردد و با مترو به محله‌ی خود برمی گردد. داریل، متوجه می‌شود که خانه‌اش خالی است و دوستان قدیمی‌اش از او استقبال می‌کنند. رهبر گروه، مینی مکس است (وسلی اسنایپس که در آن زمان ناشناخته بود). در ابتدا، روابط دوستانه اما کمی ناخوشایند است. سپس، زمانی که گروه متوجه می‌شود که داریل چقدر تغییر کرده‌است، وضعیت بدتر می‌شود. آن‌ها به‌ویژه متوجه می‌شوند که او چقدر از فعالیت‌های مجرمانه آن‌ها ناراحت شده‌است. داریل گروه را به ایستگاه مترو (خیابان‌های هویت- شرمرهورن در بروکلین) می‌برد تا با دزدی از یک مرد مسن به دوستانش نشان دهد که هنوز «بد» است. او در لحظه آخر نظرش تغییر می‌کند و مینی مکس او را سرزنش می‌کند و به داریل می‌گوید که او دیگر بد نیست. در حالی که داریل تحریک می‌شود، او و گروهی از جوانان خیابانی می‌رقصند که او آهنگ «بد» را می‌خواند. داریل اصرار دارد که مکس به سمت سقوطی می‌رود که تقریباً در حال خنثی شدن است. در نهایت، مینی مکس آن را می‌پذیرد و پس از آخرین دست دادن، داریل را در آرامش رها می‌کند. در پایان ویدئو، داریل تنها می‌ماند و گروه سابق خود را ترک می‌کند.